# Aari McDonald
Aarion Shawnae McDonald, detta Aari (Fresno, 20 agosto 1998), è una cestista statunitense, professionista nella WNBA.

## Carriera
È stata selezionata dalle Atlanta Dream al Draft WNBA 2021 con la terza scelta assoluta.

## Palmarès
- WNBA All-Rookie First Team (2021)